# 메넬라오스 정리

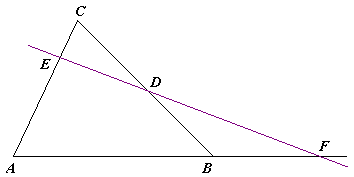
메넬라오스 정리. 직선이 삼각형 내부를 지나는 경우.

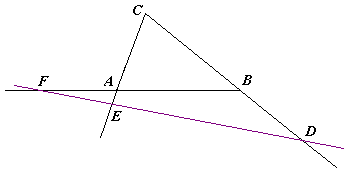
메넬라오스 정리. 직선이 삼각형 내부를 지나지 않는 경우.

기하학에서 메넬라오스 정리(영어: Menelaus' theorem)는 삼각형의 각 변 위의 점이 같은 직선 위의 점일 필요충분조건을 세 점이 각 변을 분할하는 비율 사이의 관계로 나타내는 정리이다.

## 정의
점 {\displaystyle D}, {\displaystyle E}, {\displaystyle F}가 각각 삼각형 {\displaystyle ABC}의 변 {\displaystyle BC}, {\displaystyle CA}, {\displaystyle AB}의 직선 위의 점이라고 하자. 메넬라오스 정리에 따르면, 다음 두 조건이 서로 동치이다.
- {\displaystyle D}, {\displaystyle E}, {\displaystyle F}는 공선점이다.
- 메멜라오스 정리. 직선이 삼각형 내로 지나지 않는 경우 - 유형 2.{\displaystyle {\frac {AF}{FB}}\cdot {\frac {BD}{DC}}\cdot {\frac {CE}{EA}}=-1}

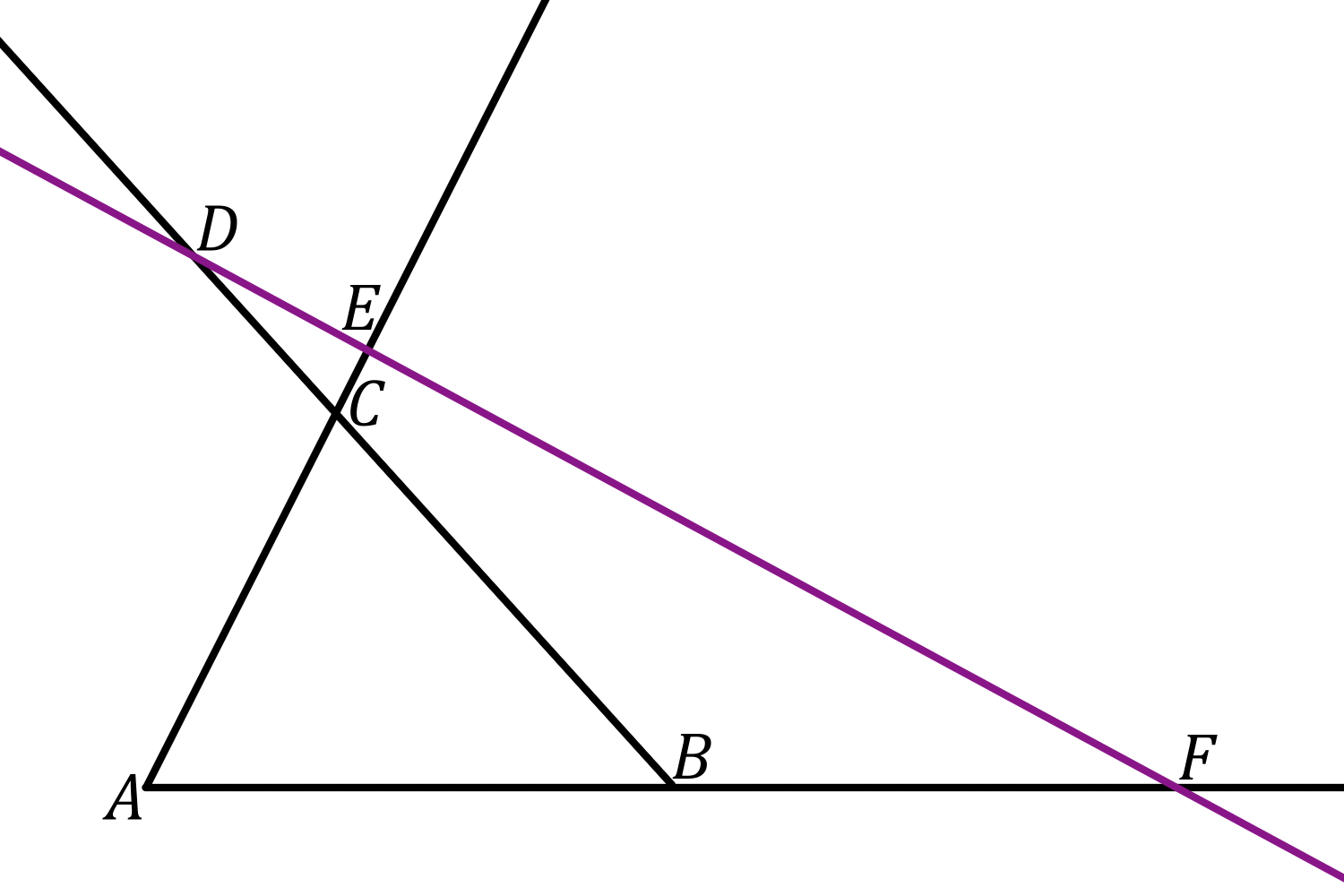
메멜라오스 정리. 직선이 삼각형 내로 지나지 않는 경우 - 유형 2.

두 번째 조건에 등장하는 세 개의 비율은 유향 선분의 비율이다. 즉, {\displaystyle AF/FB}는 {\displaystyle F}가 {\displaystyle AB}의 내분점이면 양의 부호를, 외분점이면 음의 부호를 가지며, 남은 두 비율도 마찬가지다. 따라서 두 번째 조건을 만족시키려면 세 점이 모두 외분점이거나 정확히 하나가 외분점이어야 한다. 메넬라오스 정리는 세 점 가운데 하나가 무한원점인 경우에도 유효하다. 예를 들어, {\displaystyle F}가 직선 {\displaystyle AB} 위의 무한원점일 경우, {\displaystyle D}, {\displaystyle E}, {\displaystyle F}가 공선점일 필요충분조건은 {\displaystyle DE}가 {\displaystyle AB}에 평행하는 것이며, {\displaystyle AF/FB=-1}이 성립한다.

## 증명

### 증명 1
우선 {\displaystyle D}, {\displaystyle E}, {\displaystyle F}가 공선점이라고 가정하고, 세 비율의 곱이 −1임을 보이자.:66-67, §3.4 파슈 공리에 의하여 외분점은 홀수 개이므로 세 비율의 곱은 음의 부호를 갖는다. 각 꼭짓점 {\displaystyle A}, {\displaystyle B}, {\displaystyle C}에서 직선 {\displaystyle DE}에 내린 수선의 발을 {\displaystyle P}, {\displaystyle Q}, {\displaystyle R}라고 하자. 그렇다면 {\displaystyle AP}, {\displaystyle BQ}, {\displaystyle CR}는 평행선이므로
{\displaystyle \left|{\frac {AF}{FB}}\right|=\left|{\frac {AP}{BQ}}\right|,\;\left|{\frac {BD}{DC}}\right|=\left|{\frac {BQ}{CR}}\right|,\;\left|{\frac {CE}{EA}}\right|=\left|{\frac {CR}{AP}}\right|}
이다. 따라서
{\displaystyle \left|{\frac {AF}{FB}}\cdot {\frac {BD}{DC}}\cdot {\frac {CE}{EA}}\right|=\left|{\frac {AP}{BQ}}\cdot {\frac {BQ}{CR}}\cdot {\frac {CR}{AP}}\right|=1}
가 성립한다.
반대로
{\displaystyle {\frac {AF}{FB}}\cdot {\frac {BD}{DC}}\cdot {\frac {CE}{EA}}=-1}
이라고 가정하고 {\displaystyle D}, {\displaystyle E}, {\displaystyle F}가 공선점임을 보이자. 직선 {\displaystyle DE}가 직선 {\displaystyle AB}와 {\displaystyle F'}에서 만난다고 하자. 그렇다면 위에서 증명한 바에 의하여
{\displaystyle {\frac {AF'}{F'B}}\cdot {\frac {BD}{DC}}\cdot {\frac {CE}{EA}}=-1}
이며, 따라서
{\displaystyle {\frac {AF}{FB}}={\frac {AF'}{F'B}}}
이다. 직선 {\displaystyle AB}를 주어진 비율로 분할하는 점은 유일하므로 {\displaystyle F=F'}이며, 특히 {\displaystyle F}는 직선 {\displaystyle DE} 위의 점이다.

### 증명 2
우선 {\displaystyle D}, {\displaystyle E}, {\displaystyle F}가 공선점이라고 가정하자.:147-148, §13.1 꼭짓점 {\displaystyle B}를 지나는 직선 {\displaystyle DE}의 평행선이 대변 {\displaystyle AC}의 직선과 점{\displaystyle X}에서 만난다고 하자. 그렇다면 삼각형 {\displaystyle ABX}와 {\displaystyle AFE}는 서로 닮음이며, 삼각형 {\displaystyle BCX}와 {\displaystyle DCE} 역시 서로 닮음이다. 특히
{\displaystyle \left|{\frac {AF}{FB}}\right|=\left|{\frac {AE}{EX}}\right|,\;\left|{\frac {BD}{DC}}\right|=\left|{\frac {XE}{EC}}\right|}
이므로,
{\displaystyle \left|{\frac {AF}{FB}}\cdot {\frac {BD}{DC}}\cdot {\frac {CE}{EA}}\right|=\left|{\frac {AE}{EX}}\cdot {\frac {XE}{EC}}\cdot {\frac {CE}{EA}}\right|=1}
가 성립한다. 세 비율의 곱이 음의 부호라는 증명과 반대 방향의 증명은 첫 증명과 같다.

## 따름정리

### 변의 중점에 대한 반사 관련 성질
점 {\displaystyle D}, {\displaystyle E}, {\displaystyle F}가 각각 삼각형 {\displaystyle ABC}의 변 {\displaystyle BC}, {\displaystyle CA}, {\displaystyle AB}의 직선 위의 점이라고 하고, 이들에 각각 변 {\displaystyle BC}, {\displaystyle CA}, {\displaystyle AB}의 중점에 대한 반사를 가하여 얻는 점을 {\displaystyle D'}, {\displaystyle E'}, {\displaystyle F'}이라고 하자. 그렇다면, 다음 두 조건이 서로 동치이다.
- {\displaystyle D}, {\displaystyle E}, {\displaystyle F}는 공선점이다.
- {\displaystyle D'}, {\displaystyle E'}, {\displaystyle F'}는 공선점이다.

이는 반사된 세 점의 비율이 각각 원래 세 점의 비율의 역수이기 때문이다.

### 내각과 외각의 이등분선의 성질
삼각형의 세 외각의 이등분선의 발은 공선점이다. 삼각형의 두 내각의 이등분선과 남은 한 외각의 이등분선의 발은 공선점이다. 다시 말해, 삼각형 {\displaystyle ABC}의 세 내각 또는 외각의 이등분선 {\displaystyle AD}, {\displaystyle BE}, {\displaystyle CF}가 대변 {\displaystyle BC}, {\displaystyle CA}, {\displaystyle AB}의 직선과 점 {\displaystyle D}, {\displaystyle E}, {\displaystyle F}에서 만난다고 하자. 만약 이들이 모두 외각의 이등분선이거나 정확히 하나가 외각의 이등분선이라면, 이들의 발 {\displaystyle D}, {\displaystyle E}, {\displaystyle F}는 공선점이다.

### 수심축
삼각형 {\displaystyle ABC}의 각 꼭짓점 {\displaystyle A}, {\displaystyle B}, {\displaystyle C}에서 대변의 직선에 내린 수선의 발을 {\displaystyle P}, {\displaystyle Q}, {\displaystyle R}라고 하고, 수심 삼각형 {\displaystyle PQR}의 세 변 {\displaystyle QR}, {\displaystyle RP}, {\displaystyle PQ}가 각각 원래 삼각형의 세 변 {\displaystyle BC}, {\displaystyle CA}, {\displaystyle AB}와 점 {\displaystyle D}, {\displaystyle E}, {\displaystyle F}에서 만난다고 하자. 그렇다면 {\displaystyle D}, {\displaystyle E}, {\displaystyle F}는 공선점이며, 이들의 직선을 원래 삼각형 {\displaystyle ABC}의 수심축이라고 한다. 이는 원래 삼각형의 각 변이 수심 삼각형의 외각의 이등분선이기 때문이다.

### 외접원의 접선의 성질
삼각형 {\displaystyle ABC}의 외접원의 각 꼭짓점 {\displaystyle A}, {\displaystyle B}, {\displaystyle C}에서의 접선이 대변 {\displaystyle BC}, {\displaystyle CA}, {\displaystyle AB}의 직선과 점 {\displaystyle D}, {\displaystyle E}, {\displaystyle F}에서 만난다고 하자. 그렇다면 {\displaystyle D}, {\displaystyle E}, {\displaystyle F}는 공선점이다.

## 일반화

### 다각형의 경우
임의의 다각형에서도 성립한다. 예를 들어, 사각형 ABCD의 네 변 AB, BC, CD, DA 또는 그의 연장선과 직선 l의 교점을 E, F, G, H라 하면 다음이 성립한다.
{\displaystyle {\frac {AE}{EB}}\cdot {\frac {BF}{FC}}\cdot {\frac {CG}{GD}}\cdot {\frac {DH}{HA}}=1}
직선이 다각형을 지나지 않아도 된다.

## 역사
알렉산드리아의 메넬라오스(고대 그리스어: Μενέλαος ὁ Ἀλεξανδρεύς)는 저서 《구면학》(라틴어: Sphaerica)의 제3권에서 구면 삼각형에 대한 메넬라오스 정리를 제시하였으며, 이를 평면 삼각형에 대한 메넬라오스 정리를 사용하여 증명하였다.:121, §5.6 평면 삼각형에 대한 정리의 증명은 이 책에서 제시되지 않았다.:121, §5.6

## 같이 보기
- 체바 정리
- 하루키 정리
- 체바 직선
- 등각 켤레점
- 각의 이등분선